# Smittoidea maunganuiensis
Smittoidea maunganuiensis is een mosdiertjessoort uit de familie van de Smittinidae. De wetenschappelijke naam van de soort is voor het eerst geldig gepubliceerd in 1906 door Waters.